# Sophie Caldwellová
Sophie Caldwellová (nepřechýleně Caldwell; * 22. března 1990 Rutland, Vermont, USA) je bývalá americká běžkyně na lyžích. Prosazovala se především ve sprintech.

## Největší úspěchy

### Olympijské hry
Při svém prvním startu na olympiádě dosáhla v Soči 2014 ve sprintu 6. místa, čímž překonala tehdejší historické nejlepší umístění amerických běžkyň na olympiádách (8. místo Kikkan Randall OH 2010, 8. místo Jessica Diggins OH 2014).

### Mistrovství světa
- MS v klasickém lyžování 2013 ve Val di Fiemme: 20. místo ve sprintu
- MS v klasickém lyžování 2015 ve Falunu: 10. místo ve sprintu

### Světový pohár
Na Tour de Ski 2016 si ve 4. etapě v Oberstdorfu ve sprintu klasicky připsala své premiérové vítězství v závodech Světového poháru. Do té doby bylo jejím nejlepším umístěním 3. místo ze sprintu volně v Lahti 1. března 2014. Stala se tak teprve druhou americkou běžkyní na lyžích v historii (po Kikkan Randall), která v závodě SP nebo části závodu zvítězila.

## Výsledky

### Výsledky ve Světovém poháru
| Sezóna  | Věk | Sezónní výsledky | Sezónní výsledky | Sezónní výsledky | Sezónní výsledky | Výsledky na Ski Tour | Výsledky na Ski Tour | Výsledky na Ski Tour | Výsledky na Ski Tour |
| Sezóna  | Věk | Celkově          | Distance         | Sprinty          | Nordic Opening   | Tour de Ski          | WC Final             | Ski Tour Kanada      |                      |
| ------- | --- | ---------------- | ---------------- | ---------------- | ---------------- | -------------------- | -------------------- | -------------------- | -------------------- |
| 2012/13 | 23  | 87.              | NC               | 53.              | —                | —                    | —                    | —                    |                      |
| 2013/14 | 24  | 23.              | 47.              | 8.               | 64.              | DNF                  | 39.                  | —                    |                      |
| 2014/15 | 25  | 53.              | NC               | 20.              | 71.              | DNF                  | —                    | —                    |                      |
| 2015/16 | 26  | 27.              | 75.              | 7.               | DNF              | DNF                  | —                    | DNF                  |                      |
| 2016/17 | 27  | 33.              | NC               | 11.              | DNF              | DNF                  | 36.                  | —                    |                      |
| 2017/18 | 28  | 19.              | 61.              | 3.               | 39.              | DNF                  | 36.                  | —                    |                      |
| 2018/19 | 29  | 21.              | NC               | 4.               | —                | DNF                  | 36.                  | —                    |                      |
| 2019/20 | 30  | 25.              | 69.              | 6.               | DNF              | DNF                  | —                    | —                    |                      |
| 2020/21 | 31  | 32.              | NC               | 10.              | 57.              | DNF                  | —                    | —                    |                      |

### Výsledky na OH
| Rok  | Věk | 10 km | 15 km skiatlon | 30 km hromadný start | sprint | 4 × 5 km štafeta | sprint dvojic |
| ---- | --- | ----- | -------------- | -------------------- | ------ | ---------------- | ------------- |
| 2014 | 23  | 30.   | —              | —                    | 6.     | —                | 7.            |
| 2018 | 27  | —     | —              | —                    | 8.     | 5.               | —             |

### Výsledky na MS
| Rok  | Věk | 10 km | 15 km skiatlon | 30 km hromadný start | sprint | 4 × 5 km štafeta | sprint dvojic |
| ---- | --- | ----- | -------------- | -------------------- | ------ | ---------------- | ------------- |
| 2015 | 24  | —     | —              | —                    | 10.    | —                | 8.            |
| 2017 | 26  | —     | —              | —                    | —      | —                | —             |
| 2019 | 28  | 29.   | —              | —                    | 14.    | —                | —             |
| 2021 | 30  | —     | —              | —                    | 29.    | —                | —             |